# Queens College
Pour le collège de Cambridge, voir Queens' College.
Le Queens College, situé dans l'arrondissement du Queens à New York, est un établissement d'enseignement supérieur dépendant de l'université de la ville de New York (City University of New York, CUNY).

## Anciens étudiants et enseignants
- Joel Benenson[1]
- Adrien Brody, acteur
- Evgueni Evtouchenko, poète
- Patricia Kendall, sociologue
- Robert Moog, ingénieur
- Jerry Seinfeld, acteur
- Paul Simon, auteur compositeur interprète
- Iyanla Vanzant, conférencière et essayiste afro-américaine

Anciens étudiants et enseignants du Queens College
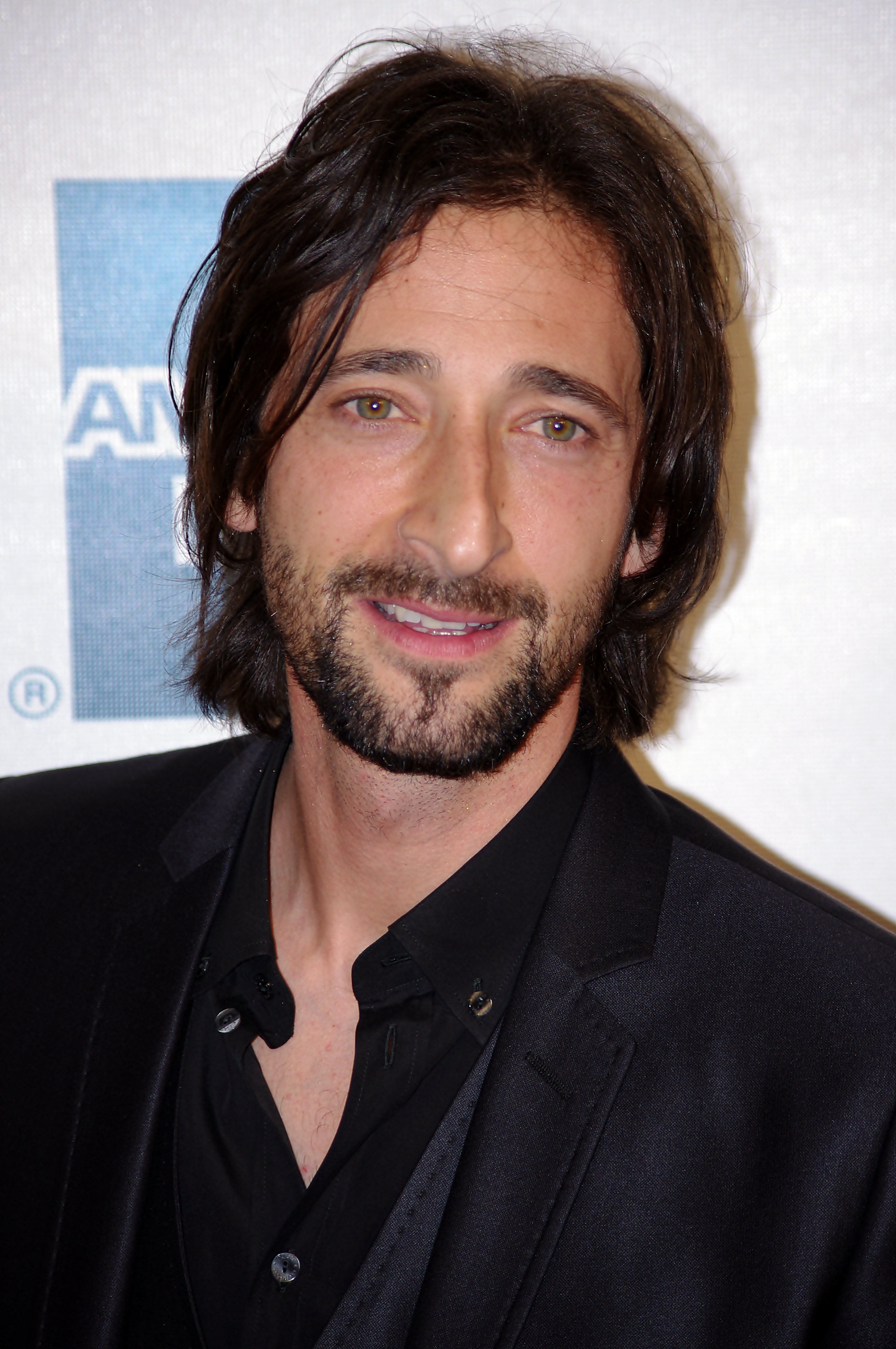
Adrien Brody, acteur.
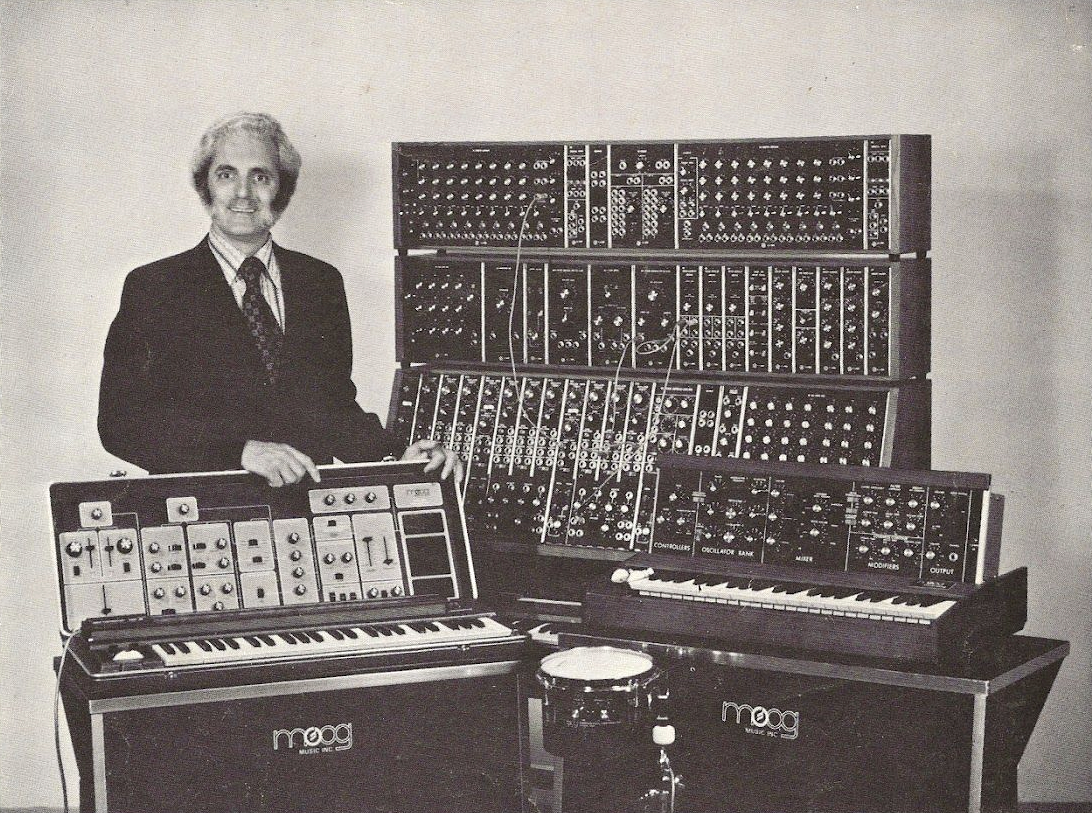
Robert Moog, inventeur du synthétiseur Moog (1957).
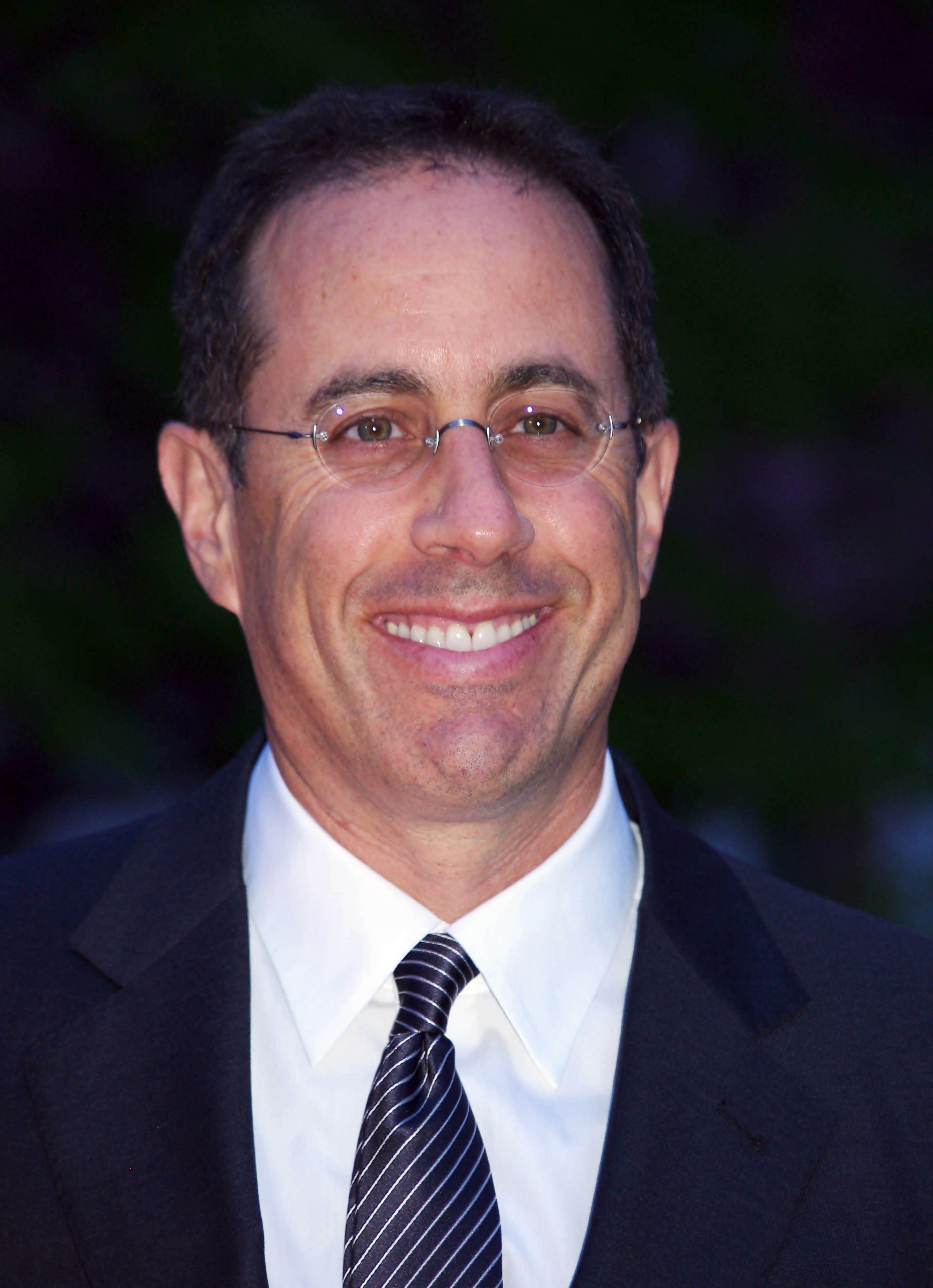
Jerry Seinfeld, acteur (1976).
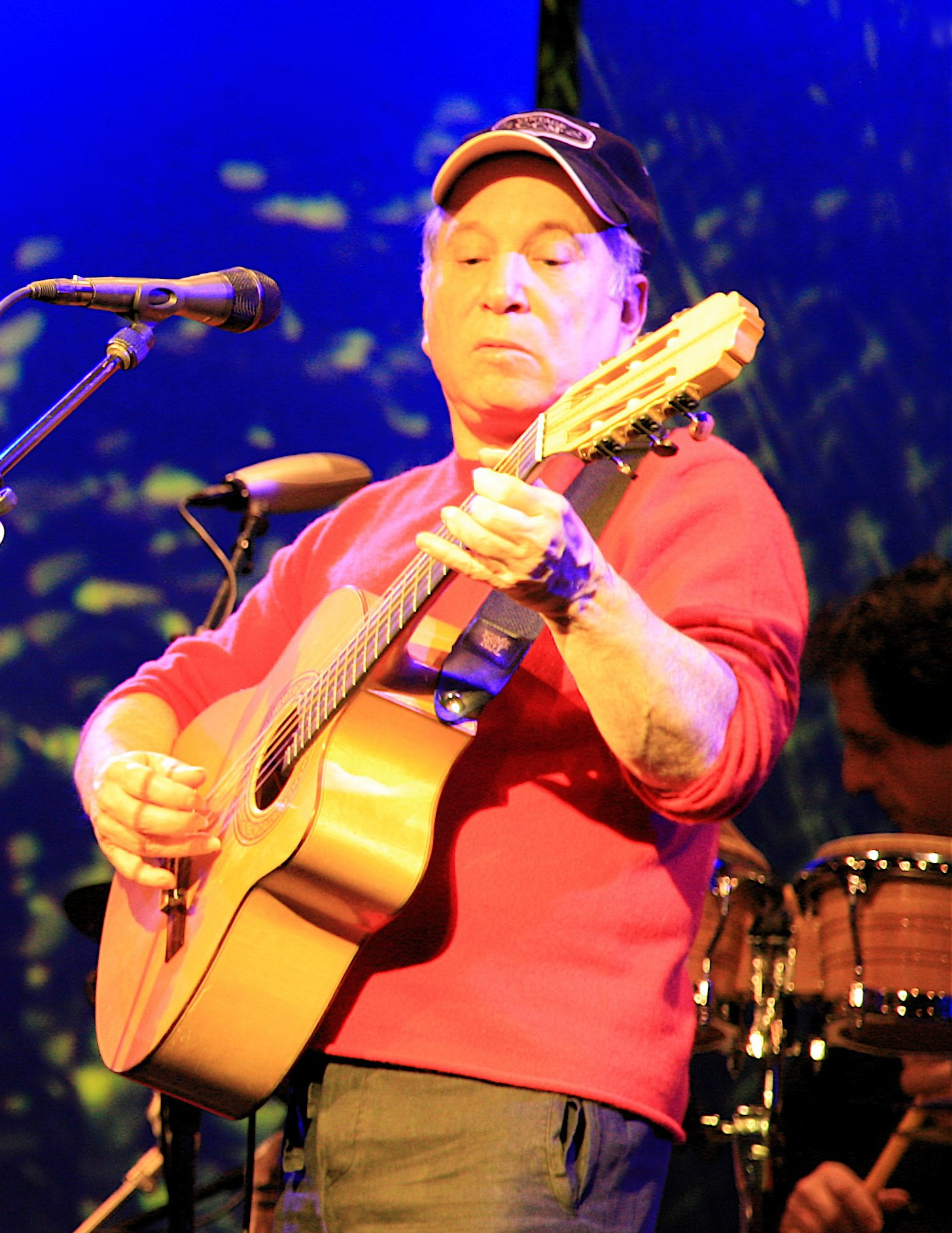
Paul Simon, chanteur et compositeur de Simon and Garfunkel (1963).
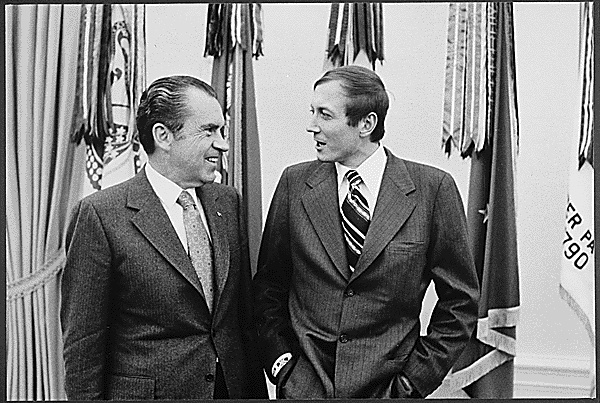
Evgueni Evtouchenko, poète russe.